# Ost Autobahn
L'autostrada A4 dell'Austria costituisce il principale asse di collegamento fra Vienna, Bratislava e Budapest, ridiscendendo la valle del Danubio, passando anche per la città ungherese di Győr. Fa parte dell'itinerario europeo E60.